# Rodensche Landesaufnahme
Die Rodensche Landesaufnahme ist ein Kartenwerk für Westpreußen und den Netzedistrikt nach der Ersten Polnischen Teilung im Jahre 1772. Friedrich der Große beauftragte den Geheimen Finanzrat Johann Rembert Rode mit der  Landesaufnahme dieser Gebiete. Sie sollte die Grundlagen für die Einführung des preußischen Steuersystems schaffen. 1772/73 waren drei Kommissionen mit etwa 60 Beamten und 40 Feldmessern tätig. Für jeden Ort wurde ein Kataster angelegt, in denen die Familienvorstände erfasst wurden.